# Girsa
GIRSA è un gioco di ruolo liberamente tratto da Il Signore degli Anelli di John Ronald Reuel Tolkien (l'acronimo che dà il nome al gioco sta per: GIoco di Ruolo del Signore degli Anelli). Pubblicato dalla Stratelibri nel 1991 è la traduzione di MERP (Middle Earth Role Play) pubblicato dalla Iron Crown Enterprises nel 1984. Sostanzialmente è una semplificazione delle regole del gioco Rolemaster (sempre pubblicato dalla Iron Crown Enterprises).
La Stratelibri pubblicò tre edizioni del gioco di cui la seconda era in pratica una ristampa della prima, mentre la terza era la traduzione della seconda edizione americana.
Nel sistema di gioco di MERP (come in Rolemaster) le caratteristiche hanno valore variabile tra 1 e 102  (con le abilità si possono anche superare questi limiti andando al di sotto dello 0 o al di sopra del 100). Un tiro d'attacco consiste in un tiro di dado percentuale + valore dell'abilità, (che comprende, valore attributo o caratteristiche eventuale bonus dell'arma, gradi di abilità, eventuale bonus della professione, eventuale poteri speciali) - il valore di schivare del bersaglio. Il risultato finale viene verificato su una tabella che confronta le varie armi d'attacco con le varie armature. La maggior parte degli attacchi poteva inoltre causare un 'critico' il risultato del quale deve a sua volta essere verificato tirando un dado percentuale e consultando un'altra tabella.
La presenza del critico è ottima in quanto rende realistico l'effetto di un danno, oltre a caratterizzare l'evento. La lettura della descrizione del critico in particolare è facoltativa (al master modificarli se vuole), mentre così non lo sono gli effetti.
Grazie al fascino dell'ambientazione ed alla grande quantità di materiale edito per questo gioco (essenzialmente in lingua inglese, ma non solo) GiRSA fu molto popolare, specialmente nella prima metà degli anni novanta. L'ambientazione si pone 1400 anni prima degli eventi della guerra dell'Anello e quindi è radicalmente diversa rispetto al Il Signore degli Anelli. La maggior parte dei supplementi pubblicati può essere suddivisa in due categorie: supplementi regionali che dettagliano una regione specifica della terra di Mezzo e avventure già pronte.
Punto di forza di questo gioco furono senz'altro i vari moduli geografici di espansione, molto dettagliati, che descrivevano molto bene l'ambientazione Tolkieniana.
Nel 2002 la licenza per la pubblicazione di un GDR basato sul Il Signore degli Anelli è passata alla Decipher, che ha pubblicato un suo proprio gioco (The Lord of the Rings Roleplaying Game) sfruttando la popolarità dei tre film: La Compagnia dell'Anello, Le due torri e Il ritorno del re.